# Gary Street
Pour les articles homonymes, voir Street.
Pas d'image ? Cliquez ici

a Compétitions nationales et continentales officielles uniquement.

Dernière mise à jour le 11 septembre 2014.
Gary Street  est un joueur anglais de rugby à XV évoluant au poste de demi de mêlée au Aston Old Edwardians de 1986 à 2004. Il met un terme à sa carrière et devient entraîneur.
Il a commencé à entraîner les féminines alors qu'il jouait encore en 1992, s'occupant de la sélection universitaire anglaise, puis de l'équipe nationale des moins de 18 féminine, de l'Académie et de l'équipe nationale de rugby à sept.
Il devient l'entraîneur en chef de l'équipe d'Angleterre féminine de rugby à XV en 2007.
L'Angleterre dispute chaque année le Tournoi des Six Nations féminin qu'elle remporte de 2008 à 2012 (cinq victoires consécutives).
Lors de la Coupe du monde féminine de rugby à XV 2010, l'Angleterre s'incline contre la Nouvelle-Zélande 10-13.
En 2014, l'Angleterre termine première de poule avec deux victoires et un match nul 13-13 concédé aux Canadiennes; elle affronte l'Irlande en demi-finale. Elle s'impose puis gagne contre le Canada en finale.
Sa sœur a été capitaine de l'équipe scolaire d'Angleterre au football et sa femme a joué au rugby pour l'Angleterre. Gary Street a 46 ans au début de l'année 2014, il vit avec sa femme Helen et ses deux fils, Ben, sept ans et Petre, trois ans.

## Palmarès en équipe nationale
- Coupe du monde féminine de rugby à XV 2014
- Tournoi des Six Nations féminin 2012 (grand chelem)